# Hemiphragma
Hemiphragma es un género con una especies de plantas de flores de la familia Scrophulariaceae. Algunos expertos lo clasifican dentro de la familia Plantaginaceae.

## Especies seleccionadas
- Hemiphragma heterophyllum

- Datos: Q9002800
- Multimedia: Hemiphragma / Q9002800
- Especies: Hemiphragma